# Power Rangers

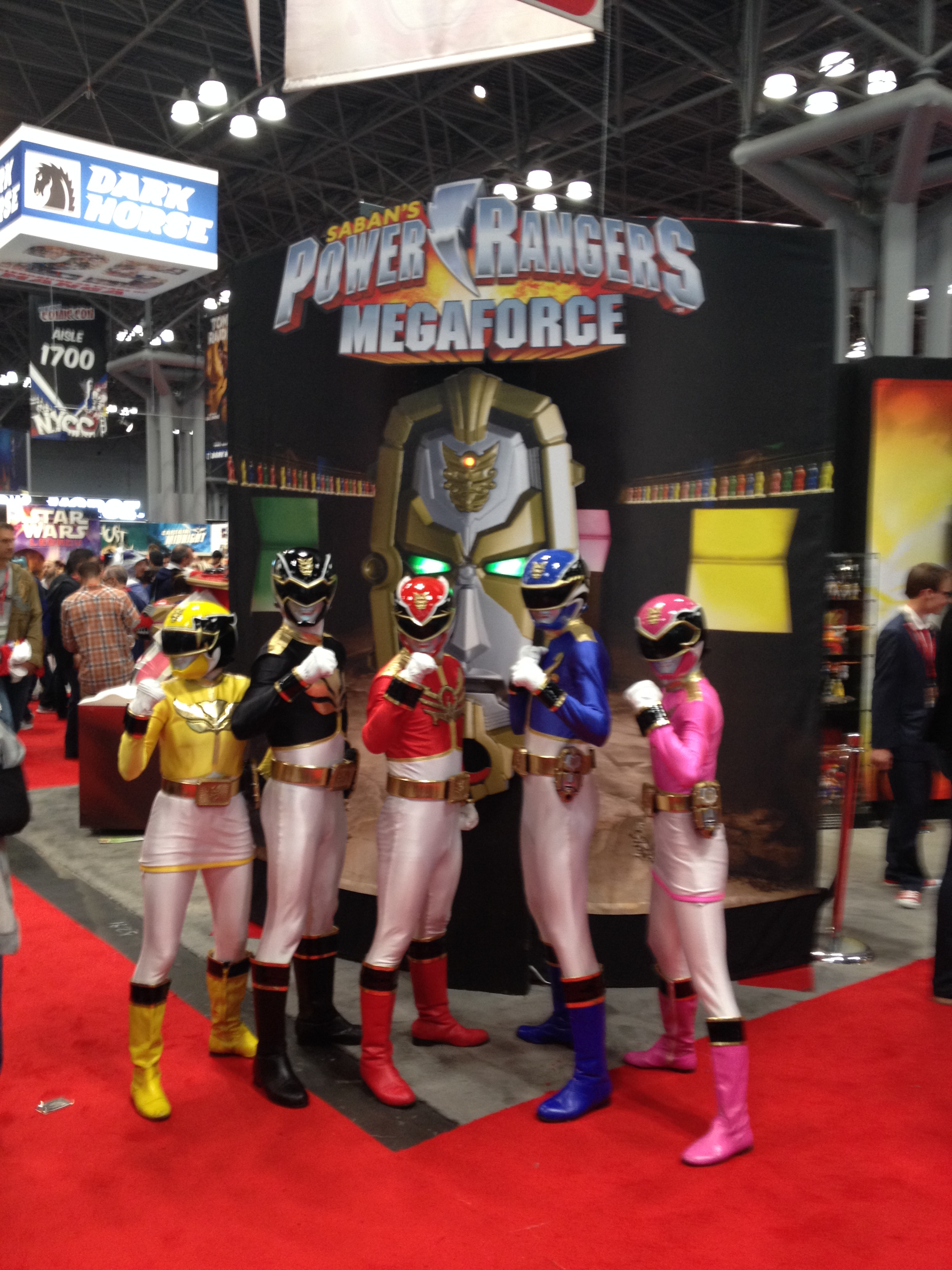
Cosplayer von Power Rangers Mega Force bei der New York Comic Con 2013

Power Rangers ist eine US-amerikanische Fernsehserie von Haim Saban und Adaption der japanischen Super-Sentai-Serie Kyōryū Sentai Zyuranger, welche dem Tokusatsu-Genre angehört und zunächst ab 1993 von Fox Television, dann von Disney und seit 2011 für Nickelodeon produziert wird. Mittlerweile gibt es 30 Staffeln und drei Filme. Durch den Erfolg der Serie entstand auch ein umfangreicher Merchandise-Markt für Kinderspielzeug. Unter anderem wurden zu jeder der Staffeln Abbilder der Rangers und deren Zords verkauft.

## Handlung
Die Power Rangers sind eine Gruppe von Menschen (meistens Teenager), die die Welt vor dem Bösen beschützen. Sie haben meist fünf Mitglieder und jedes Mitglied kann sich verwandeln (morphen), um seine Identität geheim zu halten und mehr Kraft zu haben. Sie benutzen verschiedene Waffen und sogenannte Zords, riesige Kampfroboter, um ihre Feinde zu bekämpfen. Um sie auseinanderzuhalten, hat jeder Ranger einen Kampfanzug in einer bestimmten Farbe. Diese sind meist rot, blau, schwarz, gelb, grün und rosa. Jeder Ranger hat eine spezielle Waffe und einen speziellen Zord. Diese Waffe wird im Laufe der Serie meist verbessert oder aufgerüstet.
Die inhaltlich eigenständigen Staffeln laufen immer nach einem ähnlichen Schema ab: Ein Oberbösewicht will die Erde oder alle Menschen vernichten bzw. erobern. Die Power Rangers werden ausgewählt, um gegen ihn zu kämpfen. Der Feind sendet allerlei Monster aus, um die Rangers zu bekämpfen. Diese sind dem Monster bald überlegen; daraufhin vergrößert es sich. Die Rangers rufen ihre Zords und gemeinsam können sie das Monster besiegen. Des Öfteren kommen während der laufenden Staffel noch weitere Rangers hinzu. Sie haben oft andere Pläne und Ziele als die anderen Rangers, sind manchmal sogar böse. Meistens schließen sie sich aber später der Gruppe an. Am Ende kämpft der Hauptbösewicht persönlich gegen das Team und wird von den Rangers endgültig besiegt.
In den ersten Staffeln gab es eine fortlaufende Handlung von Staffel zu Staffel. Dieselben Personen erhielten immer wieder eine neue Power. Von diesem Konzept rückte man ab der sechsten Staffel ab. Allerdings gab es seitdem Gastauftritte von alten Rangers und außerdem in fast jeder Staffel eine Doppelfolge, in der die Rangers aus der aktuellen und der letzten Staffel zusammen kämpfen. In der zehnten Staffel kamen zum Jubiläum alle roten Rangers der vergangenen Staffeln zusammen.

## Produktionshintergrund
Haim Saban wollte die japanische Serie Super Sentai in die USA importieren. Allerdings konnte sich niemand mit den japanischen Geschichten, Traditionen und Werten identifizieren. Aus diesem Grund entwickelte man eine völlig neue Serie, ersetzte die japanischen Darsteller durch amerikanische und gab der Serie eine neue Geschichte. Aus dem japanischen Original übernahm man die Monster und Szenen in den Kampfanzügen und Kampfrobotern.
Die Serie läuft seit 1993 und hat seitdem viele Veränderungen durchgemacht. Eine Folge dauert etwa 20 Minuten, in Deutschland sind diese aber oft nur etwa 17 bis 20 Minuten lang.
Für November 2020 sind zwei neue Comic-Serien angekündigt.
Über die Jahre haben verschiedene Schauspieler über die schlechten Produktionsbedingungen berichtet. Die Dreharbeiten fanden außerhalb gewerkschaftlicher Bedingungen statt, die Bezahlung und die Arbeitsbedingungen waren niedrig und schlecht. Es gab auch keine finanziellen Beteiligungen an den Wiederholungen. Erst durch die Übernahme durch Hasbro 2018 änderte sich dies und der 2023 veröffentlichte Film Mighty Morphin Power Rangers: Once & Always wurde unter den Bedingungen der SAG-AFTRA für independent high-budget subscription video-on-demand programming gedreht.

## Verfilmungen
1995 entstand mit Power Rangers – Der Film ein Kinofilm. Zwei Jahre später folgte mit Turbo: Der Power Rangers Film ein weiterer Film.
2015 inszenierte Joseph Kahn mit Power/Rangers einen Kurzfilm, der sich als Hommage und Fanfilm des Franchises versteht, aber in keinerlei Verbindung mit den offiziellen Power Rangers steht. In tragenden Rollen sind Katee Sackhoff und James Van Der Beek zu sehen. Haim Saban versuchte, die Verbreitung des Films zu verhindern, da es sich um eine im Vergleich zur offiziellen Reihe erwachsenere Version handelt, die deutlich brutalere Action zeigt.
2017 ist ein weiterer offizieller Power-Rangers-Film erschienen. Kinostart in den USA war der 24. März 2017. In Deutschland war der Leinwand-Reboot bereits einen Tag früher zu sehen.
Am 1. Mai 2018 wurde bekannt, dass Hasbro die komplette Power-Rangers-Marke für ~500 Millionen US$ übernimmt und weitere Filme im Power-Rangers-Universum entstehen lassen will. Haim Saban soll weiterhin als Berater zur Seite stehen.
2023 wurde zum 30-jährigen Jubiläum, der Film Power Rangers: Once & Always (Mighty Morphin Power Rangers: Once & Always), auf Netflix, veröffentlicht.

## Ausstrahlung
In den USA lief die Serie zunächst auf Fox Kids, nach der Übernahme durch Disney auf ABC Family und Toon Disney. Seit 2011 zeigt Nickelodeon neue Folgen.
In Deutschland lief die Serie zu Anfang im Samstagmorgenprogramm zwischen 9 und 11 Uhr von RTL. Zwischenzeitlich war sie auf Super RTL zu sehen. Im Bezahlfernsehen lief sie zunächst auf Jetix, nach dessen Einstellung auf Disney XD. Die Staffeln 18 bis 22 wurden auf Nickelodeon Deutschland erstausgestrahlt. Die ganze 23. Staffel (Dino Super Charge) wurde am 30. Juni 2017 auf der Streaming-Plattform Netflix veröffentlicht, dabei wurde eine neue Synchronbesetzung gewählt und nicht dieselbe wie in Dino Charge genommen.

## Staffeln
1. Mighty Morphin Power Rangers (1993)
2. Mighty Morphin Power Rangers (1994)
3. Mighty Morphin Power Rangers (inkl. Mighty Morphin Alien Rangers) (1995)
4. Power Rangers Zeo (1996)
5. Power Rangers Turbo (1997)
6. Power Rangers In Space (1998)
7. Power Rangers Lost Galaxy (1999)
8. Power Rangers Lightspeed Rescue (2000)
9. Power Rangers Time Force (2001)
10. Power Rangers Wild Force (2002)
11. Power Rangers Ninja Storm (2003)
12. Power Rangers Dino Thunder (2004)
13. Power Rangers S.P.D. (2005)
14. Power Rangers Mystic Force (2006)
15. Power Rangers Operation Overdrive (2007)
16. Power Rangers Jungle Fury (2008)
17. Power Rangers R.P.M. (2009)
18. Power Rangers Samurai (2011)
19. Power Rangers Super Samurai (2012)
20. Power Rangers Megaforce (2013)
21. Power Rangers Super Megaforce (2014)
22. Power Rangers Dino Charge (2015)
23. Power Rangers Dino Super Charge (2016)
24. Power Rangers Ninja Steel (2017)
25. Power Rangers Super Ninja Steel (2018)
26. Power Rangers Beast Morphers (2019)
27. Power Rangers Beast Morphers (2020)
28. Power Rangers Dino Fury (2021)
29. Power Rangers Dino Fury (2022)
30. Power Rangers Cosmic Fury (2023)

## Veröffentlichungen
Jetix veröffentlichte auf 55 DVDs insgesamt 6 verschiedene Staffeln, welche zusammengestellt ein Seitencover-Bild ergeben
- Staffel 7: Lost Galaxy (DVD-Nr: 45–55).
- Staffel 11: Ninja Storm (DVD-Nr: 18*–27)
- Staffel 12: Dino Thunder (DVD-Nr: 36–44)
- Staffel 13: S.P.D. (DVD-Nr: 9–18 a)
- Staffel 14: Mystic Force (DVD-Nr: 1–8)
- Staffel 15: Operation Overdrive (DVD-Nr: 28–35)

Darüber hinaus wurden die ersten vier Staffeln, die Mighty Morphin Power Rangers sowie Power Rangers Zeo ebenfalls von Jetix auf DVD veröffentlicht.

## Videospiele
Es gibt eine Vielzahl von Videospieladaptionen der Power Rangers. Bereits die ersten Staffeln wurden in Umsetzungen für den Game Boy oder das Super Nintendo von Nintendo aber auch auf dem Game Gear von Sega veröffentlicht.
Jüngste Spieleumsetzungen sind Power Rangers: Legacy Wars aus dem Jahr 2017 sowie Power Rangers: Battle for the Grid aus 2019.